# Marie Dompnier
Marie Dompnier (Tolosa, 1980) è un'attrice, cantante e regista francese.
È conosciuta in Francia e a livello internazionale per aver interpretato il ruolo del tenente Sandra Winckler nella serie televisiva Witnesses (Les Témoins).

## Formazione
Dal 2000 al 2002, Marie Dompnier ha studiato recitazione presso gli Ateliers du Sapajou di Parigi, mentre nel 2003 ha proseguito la sua formazione presso il Centre Dramatique National di Poitiers.
Dal 2002 al 2004 ha studiato al Conservatoire national supérieur d'art dramatique nel V arrondissement di Parigi. Nel 2004 è entrata a far parte dell'École régionale d'acteurs de Cannes et Marseille, diplomandosi nel 2007.

## Carriera
Ai suoi esordi, Dompnier ha recitato in opere teatrali classiche e contemporanee facendo parte fino al 2004 della compagnia "Artéria", in residenza al Théâtre du Soleil. 
In seguito si è unita al collettivo "La Vie breve", con cui nel 2011 ha interpretato la piéce Robert Plankett, diretta da Jeanne Candel. 
Nel 2012 è apparsa per la prima volta al cinema in Je fais feu de tout bois di Dante Desarthe, prima di ottenere un piccolo ruolo nella serie televisiva Caïn nel 2012 e in Détectives nel 2013.
Nel 2014 ha interpretato il ruolo di Charlotte Poussin nel film Les Gazelles. co-sceneggiato dall'attrice Camille Chamoux, con cui Marie ha stretto amicizia coinvolgendola nella messa in scena del suo primo spettacolo da regista Giscard.
Nel 2015 Marie Dompnier è stata notata dal regista Hervé Hadmar, che le ha offerto il ruolo principale nella serie televisiva Witnesses su France 2 al fianco di Thierry Lhermitte. Nel 2019, ha recitato nella miniserie televisiva La Dernière Vague mentre nel 2021 ha recitato in Clèves, film tv diretto da Rodolphe Tissot, e nel ruolo del magistrato nel film francese L'accusa.

## Filmografia

### Cinema
- Je fais feu de tout bois, regia di Dante Desarthe (2012)

- Les Gazelles, regia di Mona Achache (2014)
- Diplomacy - Una notte per salvare Parigi (Diplomatie), regia di Volker Schlöndorff (2014)
- Black Box - La scatola nera (Boîte noire), regia di Yann Gozlan (2021)
- L'accusa (Les Choses humaines), regia di Yvan Attal (2021)
- 16 ans, regia di Philippe Lioret (2022)
- Black Lotus, regia di Todor Chapkanov (2023)

Televisione
- Caïn – serie TV, episodio 1x07 (2012)
- Détectives – serie TV, episodio 1x03 (2013)
- Fais pas ci, fais pas ça – serie TV, episodio 6x03 (2013)
- Le Système de Ponzi, regia di Dante Desarthe – film TV (2014)
- Petits secrets entre voisins – serie TV, episodio 2x18 (2014)
- Le Passe-muraille, regia di Dante Desarthe – film TV (2016)
- The Tunnel – serie TV, episodio 2x01 (2016)
- Les Témoins – serie TV, 14 episodi (2014-2017)
- Soupçons – serie TV, episodi 1x01-1x02-1x06 (2019)
- Jeux d'influence, regia di Jean-Xavier de Lestrade – miniserie TV (2018-2019)
- Alexandra (Alexandra Ehle) – serie TV, episodio 2x01 (2019)
- La Dernière vague, regia di Rodolphe Tissot – miniserie TV (2019)
- Prière d'enquêter – serie TV, episodio 1x02 (2021)
- L'École de la vie – serie TV, episodio 1x05 (2021)
- Capitaine Marleau – serie TV, episodio 4x04 (2021)
- Clèves, regia di Rodolphe Tissot – film TV (2021)
- Black Hearts – serie TV, 6 episodi (2023)

## Premi
- Festival internazionale di cinema di Biarritz: FIPA d'oro per migliore interpretazione femminile in Les Témoins (2015)[6]